# Hypsioma obscurella
Hypsioma obscurella är en skalbaggsart som först beskrevs av Bates 1865.  Hypsioma obscurella ingår i släktet Hypsioma och familjen långhorningar. Inga underarter finns listade i Catalogue of Life.